# Dilan Yeşilgöz-Zegerius
Dilan Yeşilgöz-Zegerius (Ankara, 18 giugno 1977) è una politica olandese di etnia curda e turca, segretaria del Partito Popolare per la Libertà e la Democrazia (VVD), nonché dal 10 gennaio 2022 ministro della giustizia e della sicurezza nel quarto governo Rutte; in precedenza è stata deputata della Tweede Kamer dal 2017 al 2021 e sottosegretario di Stato all'economia e alla politica climatica dal 2021 al 2022.

## Biografia
Nata ad Ankara (Turchia) e di origine turco-curda, da bambina è emigrata nei Paesi Bassi insieme con la sua famiglia. Il padre, Yücel Yeşilgöz, sindacalista curdo di sinistra, era già fuggito dalla Turchia e aveva chiesto asilo nei Paesi Bassi nel 1980, a seguito di un colpo di stato. Successivamente era stato raggiunto dalla moglie e le due figlie (Dilan aveva 7 anni), che nel 1984 erano fuggite in barca sull'isola greca di Kos, ottenendo da lì asilo nei Paesi Bassi. 
Dopo aver frequentato la scuola secondaria presso il Vallei College ad Amersfoort tra il 1991 e il 1997, Dilan Yeşilgöz ha in seguito studiato presso la Vrije Universiteit di Amsterdam, dove nel 2003 ha conseguito la laurea in Cultura, organizzazione e management. 

## Carriera politica
Yeşilgöz-Zegerius ha iniziato la sua carriera politica nel Partito Socialista, dove è stata membro del consiglio del partito ad Amersfoort. Successivamente ha iniziato a scrivere per la delegazione giovanile del Partito laburista e ha seguito uno stage presso GroenLinks.

### Consigliere ad Amsterdam
Dal 2014 al 2017 Yeşilgöz-Zegerius ha ricoperto un seggio nel consiglio municipale di Amsterdam. Si è classificata quarta nella lista del Partito popolare per la libertà e la democrazia nelle elezioni municipali del 2014. In qualità di consigliere, Yeşilgöz si è impegnata ad affrontare e criminalizzare le molestie di strada nei confronti di donne e persone LGBT. Ci ha lavorato in consiglio comunale per tre anni, ma le proposte sono state sempre respinte a maggioranza. Quando nel 2017 ha lasciato l'incarico perché eletta alla Tweede Kamer (camera bassa del parlamento), l'allora sindaco Eberhard van der Laan ha elogiato la sua tenacia e il quotidiano De Volkskrant l'ha paragonata a un "pitbull con empatia".

### Sottosegretario e ministro
Yeşilgöz-Zegerius è stata eletta alla Tweede Kamer alle elezioni legislative del 2017. Inizialmente è stata portavoce del suo partito per la giustizia e la sicurezza, ma in seguito il suo portafoglio ha incluso la politica climatica e la politica energetica. Il 25 maggio 2021 è stata nominata segretario di Stato per gli affari economici e la politica climatica nel terzo governo demissionario Rutte, in servizio al fianco di Mona Keijzer. Il 10 gennaio 2022 è stata nominata ministro della giustizia e della sicurezza nel quarto governo Rutte.
Il 12 luglio 2023, due giorni dopo le dimissioni di Mark Rutte, Yeşilgöz-Zegerius ha annunciato la sua candidatura per diventare il futuro segretario del VVD. Il giorno dopo il vertice del partito l'ha formalmente nominata a tale incarico.